# نیفورتوئینول
نیفورتوئینول(به انگلیسی: Nifurtoinol) (rINN، با نام تجاری Urfadyn) یک آنتی‌بیوتیک مشتق نیتروفوران است که در معالجه عفونت‌های دستگاه ادراری مورد استفاده قرار می‌گیرد. 
همچنین با نام "هیدروکسی‌متیل‌نیتروفورانتوئین" نیز شناخته می‌شود. 